# Міст Миру (Тбілісі)

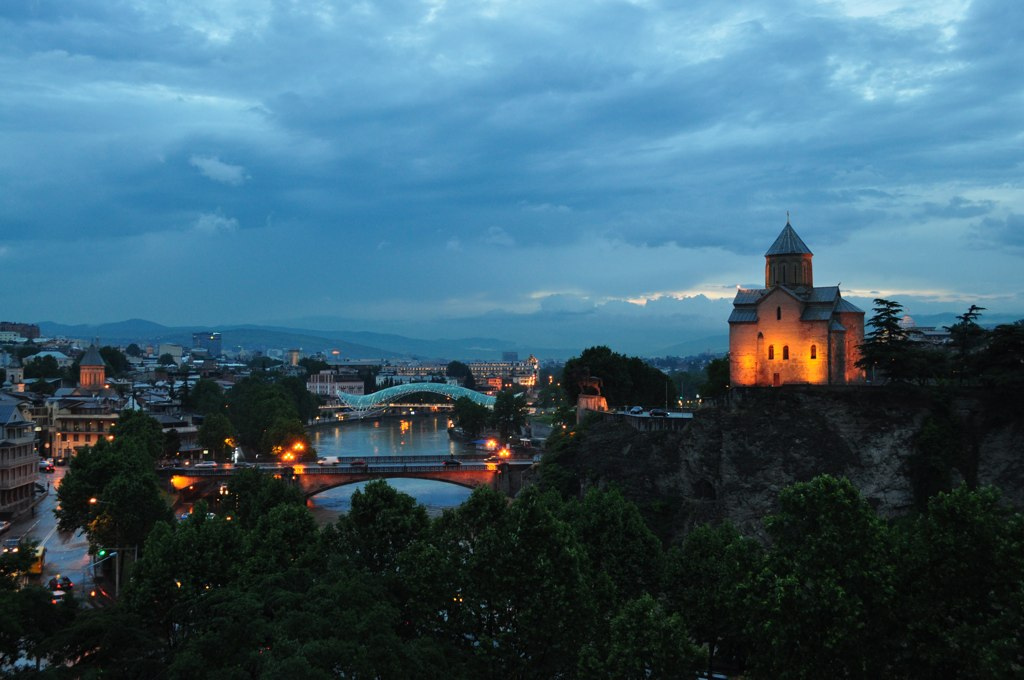

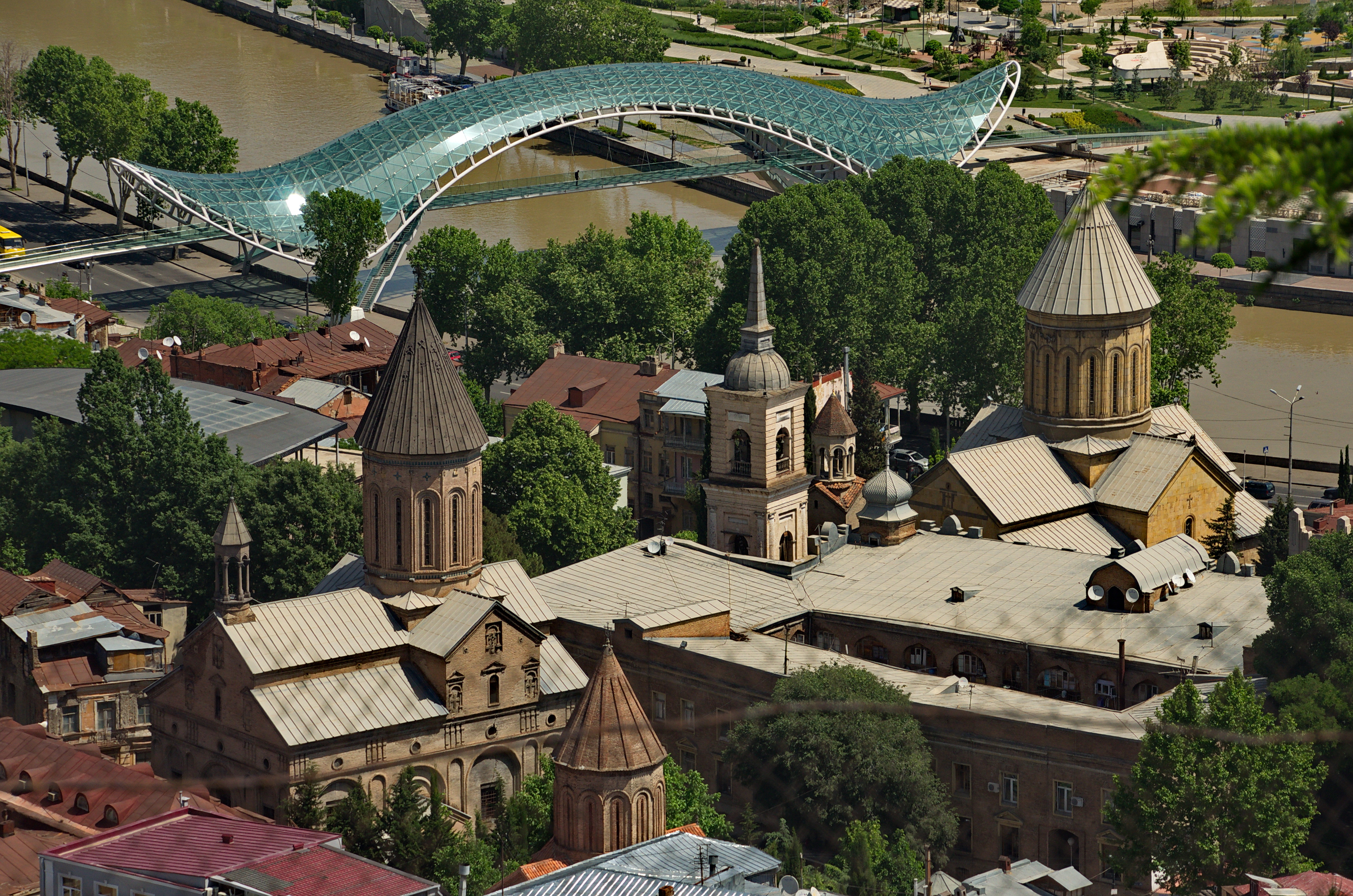

Міст Миру (груз. მშვიდობის ხიდი) — пішохідний міст на річці Кура в Тбілісі, Грузія, між Метехським та мостом Бараташвілі. Міст з'єднує вулицю Іраклія II та парк Ріке.
Міст складається з 156-метрового сталевого каркаса, покритого склом. Вся конструкція спирається на 4 потужних опори. Потрапити на міст можна як з боку вулиці Іраклія II та парку Ріке, так і з набережних бульварів.
Міст був побудований за ініціативою президента Грузії Михеіла Саакашвілі. Замовником виступила мерія Тбілісі. Міст був офіційно відкритий 6 травня 2010 року.
Архітектором моста є італієць Мікеле де Луккі, що побудував до цього Авлабарську резиденцію Президента Грузії і новий будинок Міністерства внутрішніх справ. Дизайнером освітлення став француз Філіп Мартіно (Philippe Martinaud).

## Ресурси Інтернета
Вікісховище має мультимедійні дані за темою: Міст Миру (Тбілісі)
- Міст Миру, будівельний портал mshenebloba.info;
- Освітлення моста,відео портал www.mayomo.com ;
- Міст Миру і Ріці, пряма трансляція. Відео портал livegeorgia.ge;
- На новому мосту пройшла перша фотовиставка[недоступне посилання з липня 2019]. Фотогалерея. Інформаційне агентство "ІНтерпрессньес "[недоступне посилання з липня 2019], 09.05.2010.
- Сайт Мікеле де Луки [Архівовано 29 січня 2012 у Wayback Machine.].